# L'Homme à l'envers
L'Homme à l'envers est un roman policier de Fred Vargas paru en mars 1999. C'est le deuxième roman de la série consacrée au commissaire Jean-Baptiste Adamsberg.

## Résumé
Le commissaire Adamsberg croit reconnaitre, dans un reportage télévisé, son amie Camille sur des lieux où semble se dérouler un drame dû à un loup monstrueux. Attiré autant par sa curiosité professionnelle de policier que par le désir de vérifier sur place si c'est bien sa "petite chérie" qu'il a vue à l'écran, il est, bien malgré lui, plongé dans une enquête criminelle où il risquera de perdre la vie.

## Récompenses
- Prix Sang d'Encre des lycéens 1999.
- Grand prix du roman noir de Cognac 2000.
- Prix mystère de la critique 2000.

## Éditions
Éditions imprimées
- Fred Vargas, L'Homme à l'envers, Paris, Viviane Hamy, coll. « Chemins nocturnes », 16 mars 1999, 300 p., 20 cm (ISBN 2-87858-107-5, BNF 37035723)
- Fred Vargas, L'Homme à l'envers, Paris, J'ai lu, coll. « J'ai lu. Policier » (no 6277), 30 avril 2002, 317 p., 18 cm (ISBN 2-290-31870-1, BNF 38829163)
- Fred Vargas, L'Homme à l'envers, Paris, Magnard, coll. « Classiques & contemporains », 8 avril 2003, 391 p., 18 cm (ISBN 2-210-75435-6)

Livre audio
- Fred Vargas, L'Homme à l'envers, Paris, Livraphone, 8 février 2006 (EAN 3358950001255, BNF 40184474)Narrateur : Jacques Frantz ; support : 1 disque compact audio MP3 ; durée : 8 h 53 min environ ; référence éditeur : LIV 478M.

## Adaptation télévisée
- 2009 : L'Homme à l'envers, téléfilm français réalisé par Josée Dayan, adaptation par le romancier et scénariste Emmanuel Carrère et la réalisatrice du roman éponyme de Fred Vargas, avec Jean-Hugues Anglade, Hélène Fillières et Tobias Moretti.